# حکایت‌های کنتربری
حکایت‌های کَنتِربـِری (به انگلیسی: Tales of Caunterbury),(کانتربوری هم نوشته شده) مجموعه داستان‌هایی به قلم جفری چاوسر نویسنده انگلیسی است که در سده چهاردهم میلادی نوشته شده است. دو تا از این حکایات به نثر و مابقی به نظم هستند. , در سال ۱۳۸۶م، چاوسر متصدی کنترل امور آداب و رسوم و عدالت و آشتی، و در سال ۱۳۸۹م، منشی امور پادشاه می‌شود.

## خلاصه داستان
این داستان‌ها در مورد افرادی از مشاغل مختلف است که در سفر خود باید تعدادی داستان تعریف کنند که هر داستان ماجرای پندآموزی داشته باشد.
حکایت‌های کانتربری- معروف‌ترین اثر ادبی انگلیسی در قرن ۱۴ میلادی است که جفری چاوسر آن را نوشته و در قصه‌های آن از شیر مرغ تا جان آدمیزاد پیدا می‌شود. ماجراجویی عاشقانه- داستان زندگی قدیسان- قصه‌های مذهبی- داستان‌های تمثیلی از حیوانات و حتی موعظه. چاوسر ۱۵ سال آخر عمرش را صرف نوشتن حکایت‌های کانتربری کرد که خودش هم به عنوان زایر در آن حضور دارد. در دیباچه کتاب- او در یک مهمان خانه با ۲۹ شخصیت دیگر رو به رو می‌شود که آن‌ها هم زایر مقبره تامس بکت قدیس در کلیسای جامع کانتربری هستند. تامس بکت قدیس مردی بود که شوالیه‌های تحت فرمان پادشاه به اشتباه او را کشته بودند و قبر او در کلیسای جامع کانتربری به زیارتگاه مردم تبدیل شده بود. چاوسر از سفر یک گروه از زایران به این محل استفاده می‌کند تا داستان بگوید و مردم زمانه خودش را هم معرفی کند. صاحب مهمان‌خانه‌ای که زایران در آن جمع شده‌اند پیشنهاد می‌دهد همه زوار برای گذران وقت در طول راه قصه بگویند و از همین جاست که چاوسر توصیف شخصیت‌ها را شروع می‌کند- از شوالیه گرفته تا شخم زن و آسیابان و کارپرداز- از داروغه گرفته تا راهب و بازرگان و قاضی و البته کشیش‌ها و راهب‌های مختلف که یکی ازآنها حتی توبه فروش -کفاره‌گیر- است.
در واقع در حکایت‌های کانتربری مردمی از طبقه‌های مختلف نقش قصه‌گویی را به عهده می‌گیرند و رفتارها و اظهار نظرهای آن‌ها سرنخ‌های زیادی دربارهٔ روش زندگی و خلق و خوی مردم آن زمانه به خواننده می‌دهد؛ مثلاً حکایت اول را شوالیه -از طبقه اشراف- نقل می‌کند و قرار بر این می‌شود که بعد از او هم راهب قصه بگوید اما آسیابان -از طبقه پایین جامعه- خودش را وسط می‌اندازد تا قصه‌اش را تعریف کند. اول بودن قصه شوالیه- خواننده را به این صرافت می‌اندازد که لابد قصه‌ها بر اساس طبقه اجتماعی شخصیت‌ها گفته خواهند شد اما وقتی آسیابان خودش را قاتی ماجرا می‌کند- معلوم می‌شود که قرار نیست این‌طور باشد. چاوسر بعد از بازنشستگی از کار- یعنی در اوایل دهه ۱۳۹۰ میلادی- شروع کرد به کار جدی روی حکایت‌های کانتربری. او برنامه بزرگی برای نوشتن این حکایت‌ها در ذهن داشت و اگر آن را پیاده می‌کرد الان حجم حکایت‌های موجود خیلی بیشتر بود. برنامه اصلی چاوسر این بود که هر کدام از شخصیت‌های حاضر در حکایت‌های کانتربری چهار داستان بگویند- دو تا در راه رفتن به زیارت و دو تا در راه برگشت. با این حساب باید ۱۲۰ داستان دراین اثر نوشته می‌شد اما متن موجود به زبان انگلیسی ۲۴ حکایت بیشتر نیست و این یعنی روز ۲۵ اکتبر سال ۱۴۰۰ میلادی که چاوسر از دنیا رفت- احتمالاً برنامه خیلی بزرگ‌تری برای ادامهٔ این حکایت‌ها در ذهن داشت اما نتوانست پیاده‌اش کند.

## به فارسی
ترجمهٔ منثور محمداسماعیل فلزی با نامِ قصّه‌های کنتربری منتشر شده است. علیرضا مهدی‌پور نیز حکایت‌های کنتربری را به فارسی منظوم درآورده؛ که تنها دو جلد آن توسط نشر چشمه منتشر شده است.

## فیلم
افسانه‌های کانتربری فیلمی ایتالیایی به کارگردانی پیر پائولو پازولینی محصول سال ۱۹۷۲ است. فیلم بر اساس شعر روایی قرون وسطایی حکایت‌های کنتربری اثر جفری چاوسر می‌باشد.
نکته جالب استفاده از موضوعات این کتاب و کمدی الهی دانته آلیگیری در فیلم سینمایی هفت با بازی برد پیت و مورگان فریمن است که تقریباً ذهن را با فضای داستانی هر دو کتاب آشنا می‌کند

## نگارخانه

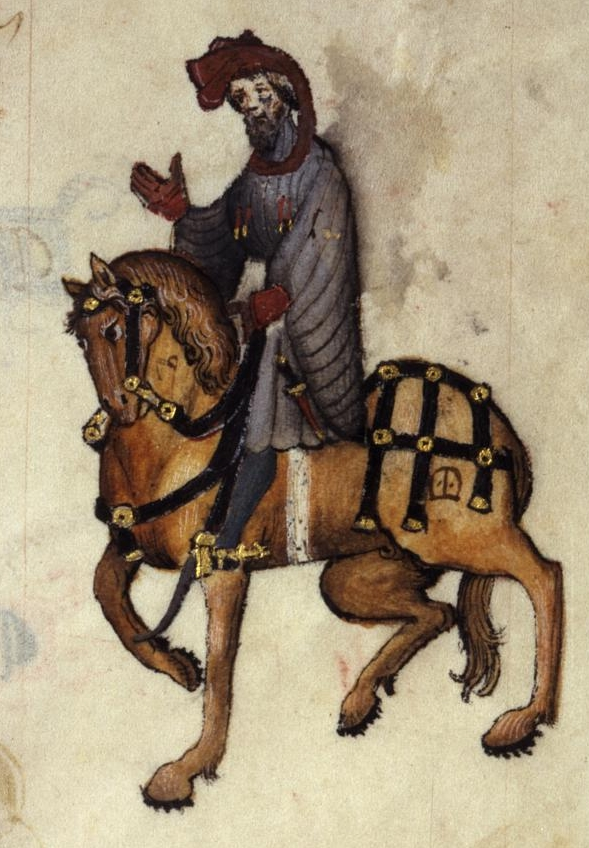
The Knight
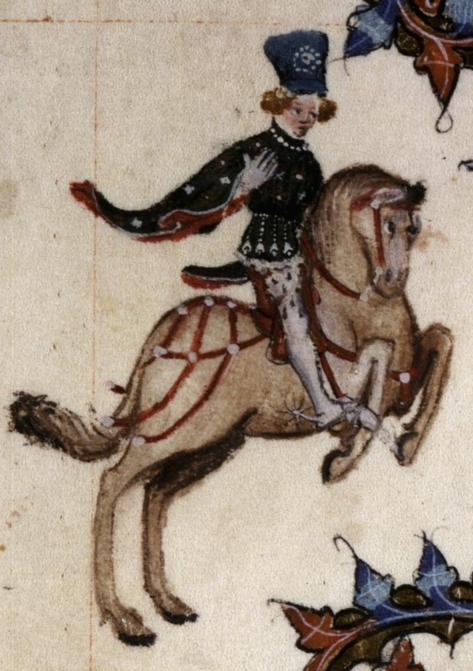
The Squire
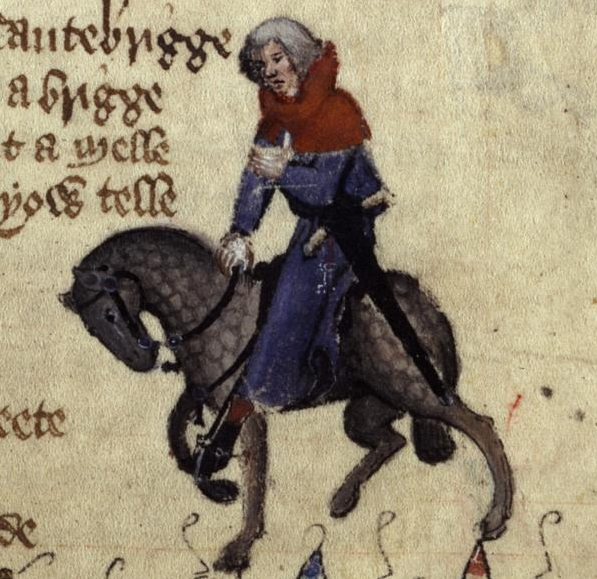
Oswald The Reeve
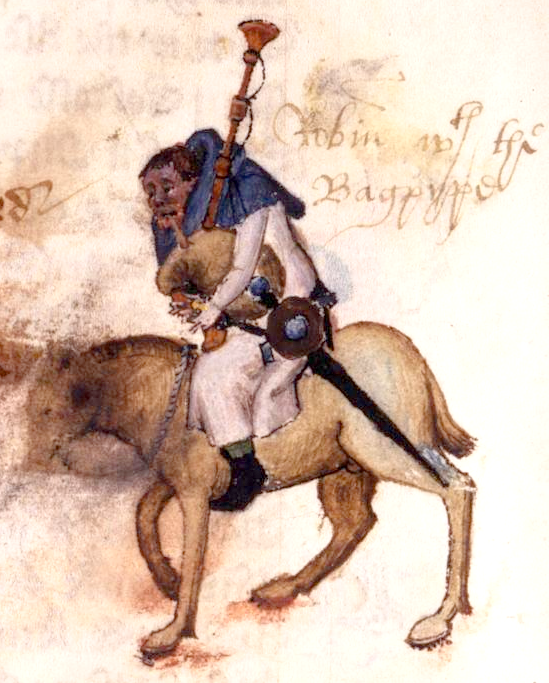
Robin The Miller
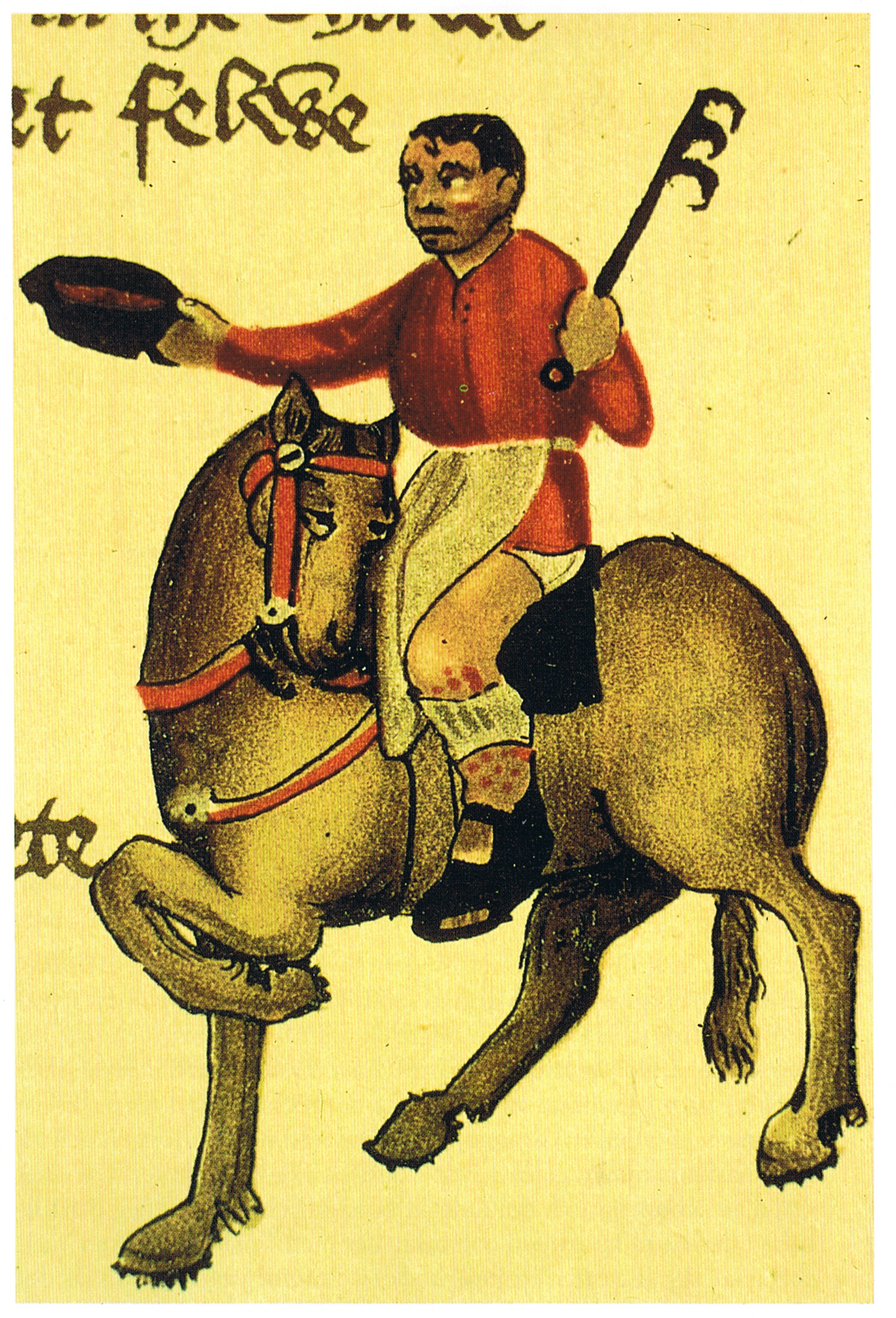
Roger The Cook
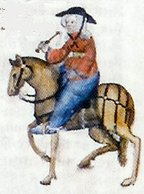
Alison The Wife of Bath
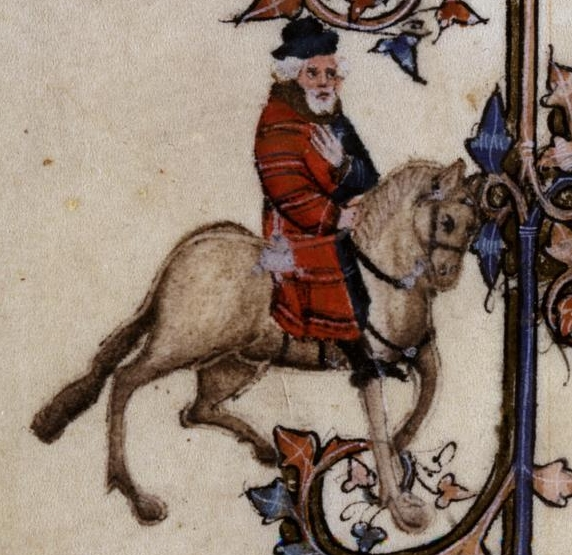
The Franklin
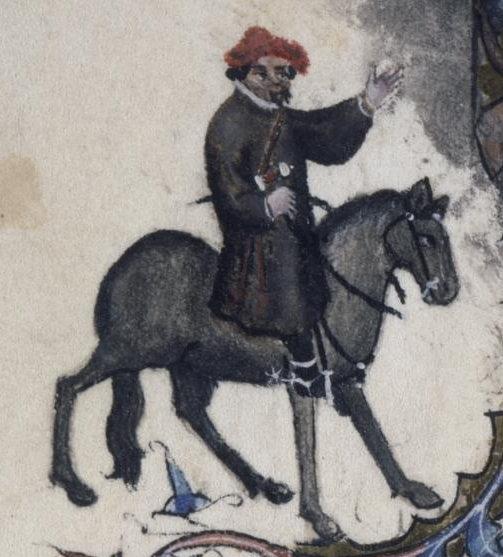
The Shipman
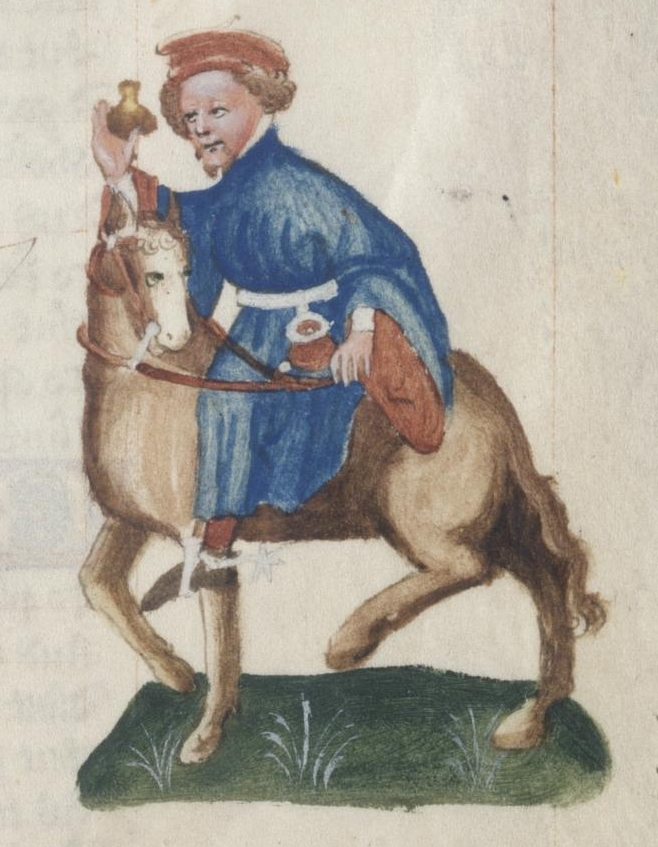
The Manciple
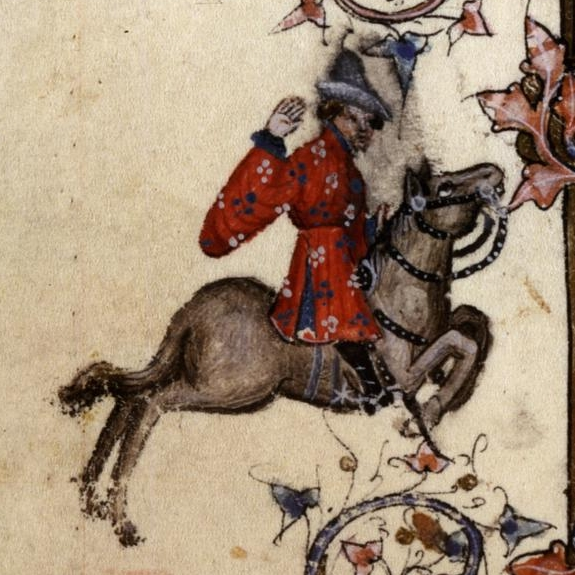
The Merchant
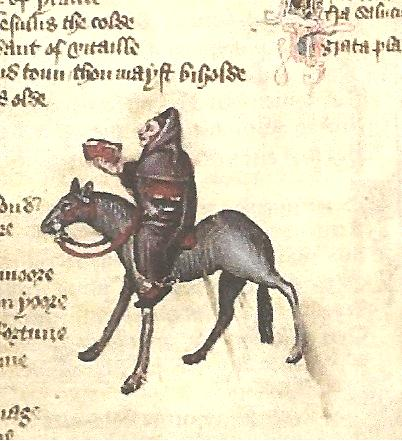
The Clerk of Oxford
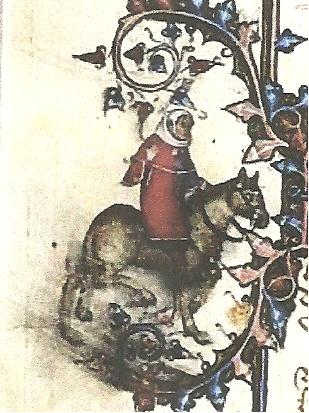
The Sergeant of Law
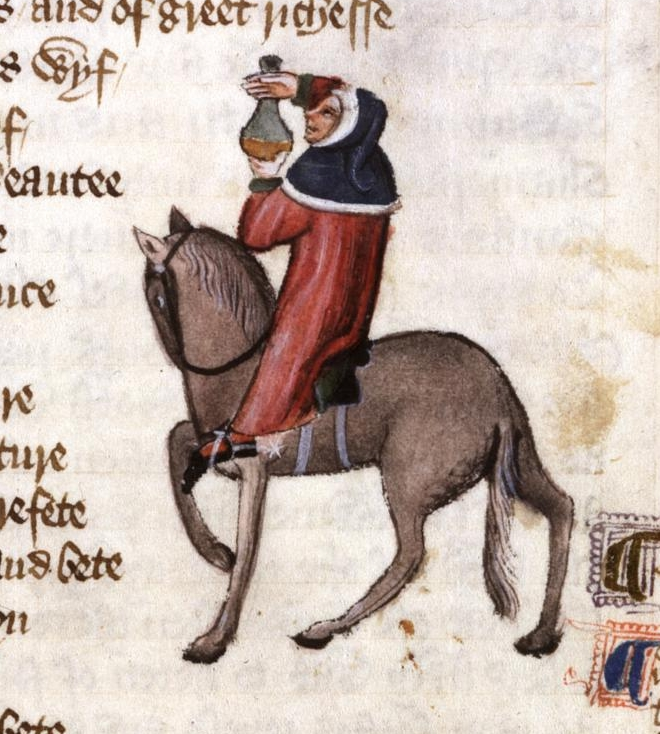
The Physician
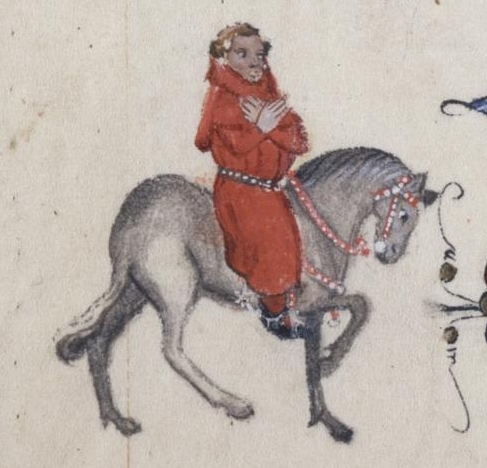
The Parson
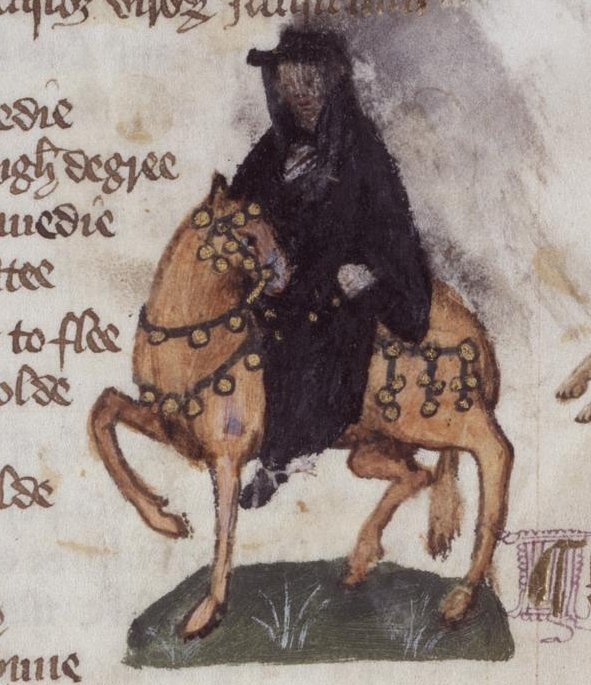
The Monk
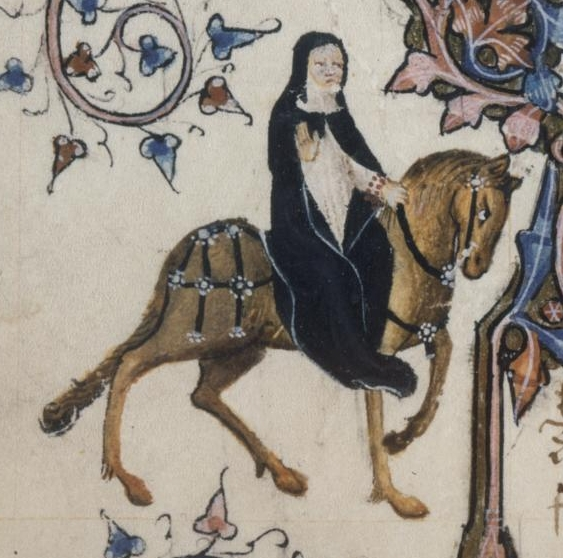
Madame Eglantine The Prioress
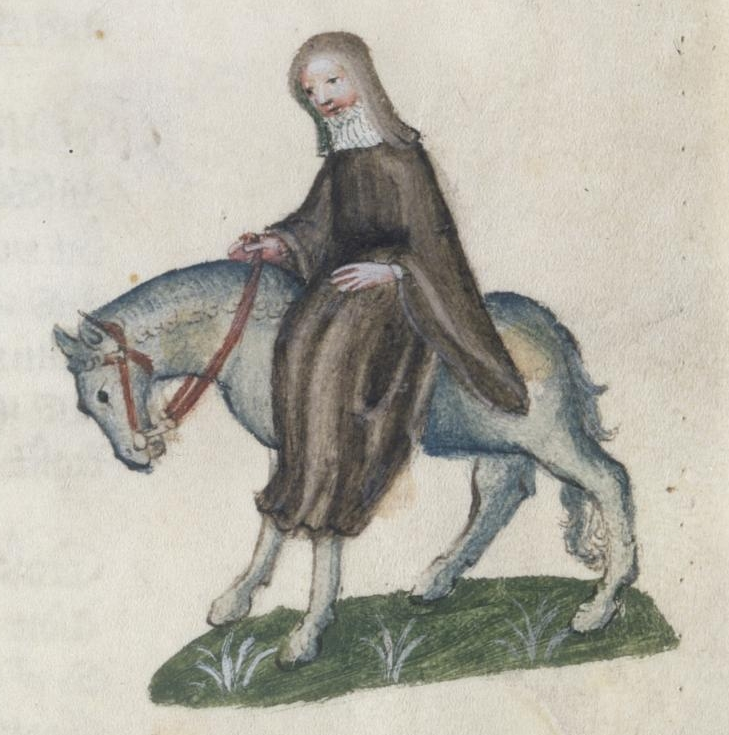
The Second Nun
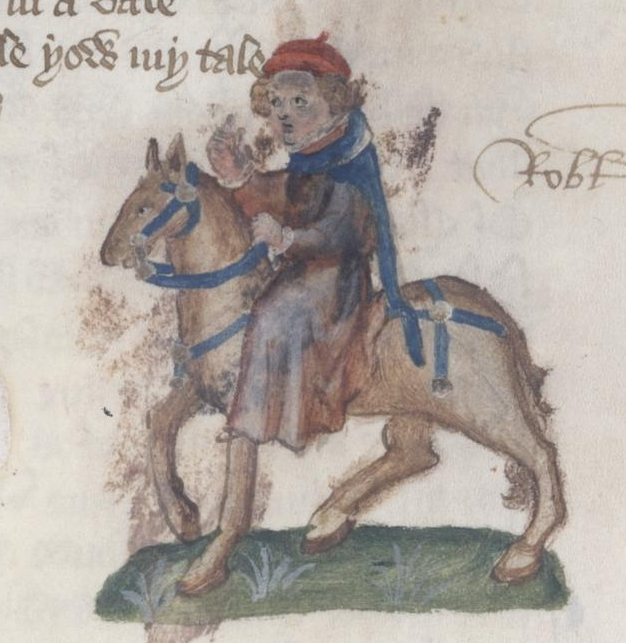
The Nun's Priest
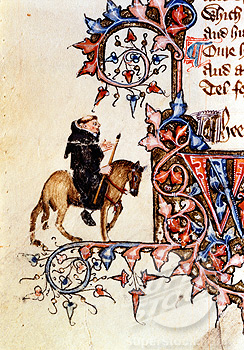
Hubert The Friar
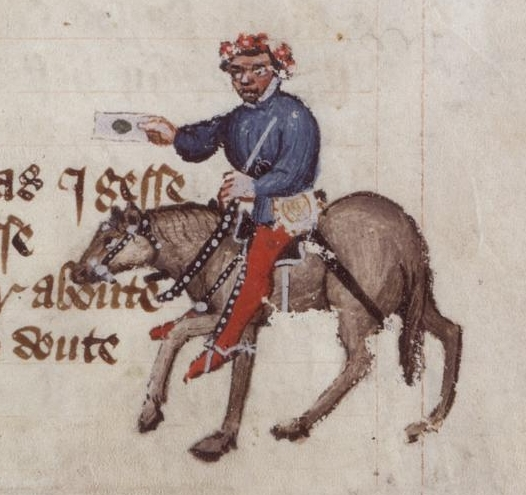
The Summoner
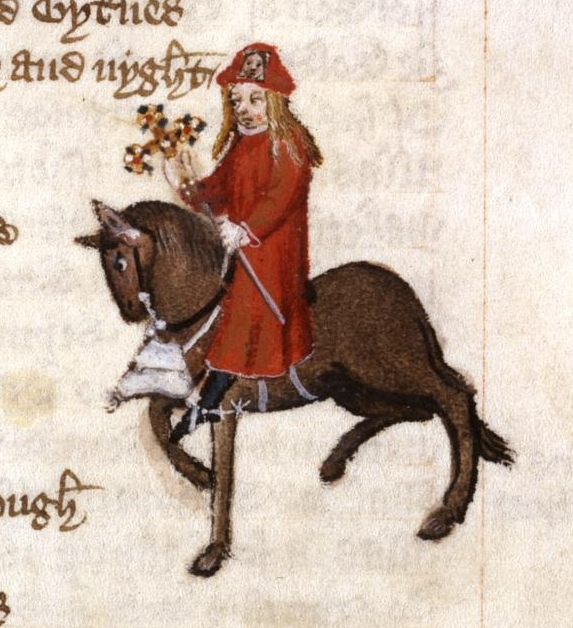
The Pardoner
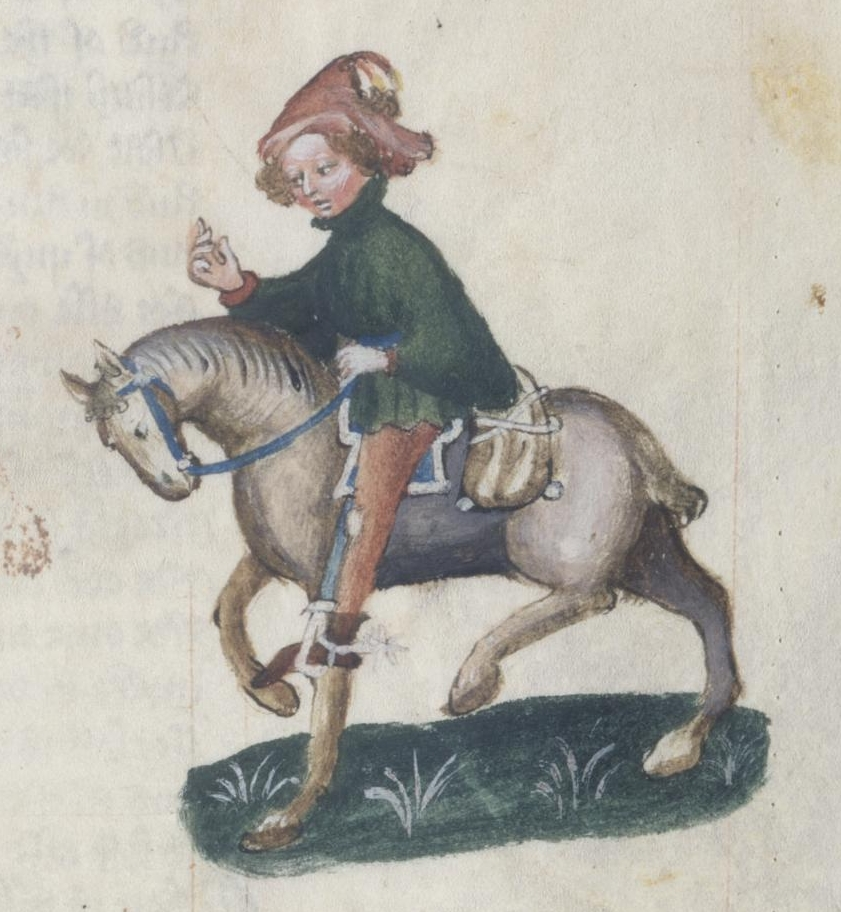
The Canon Yeoman
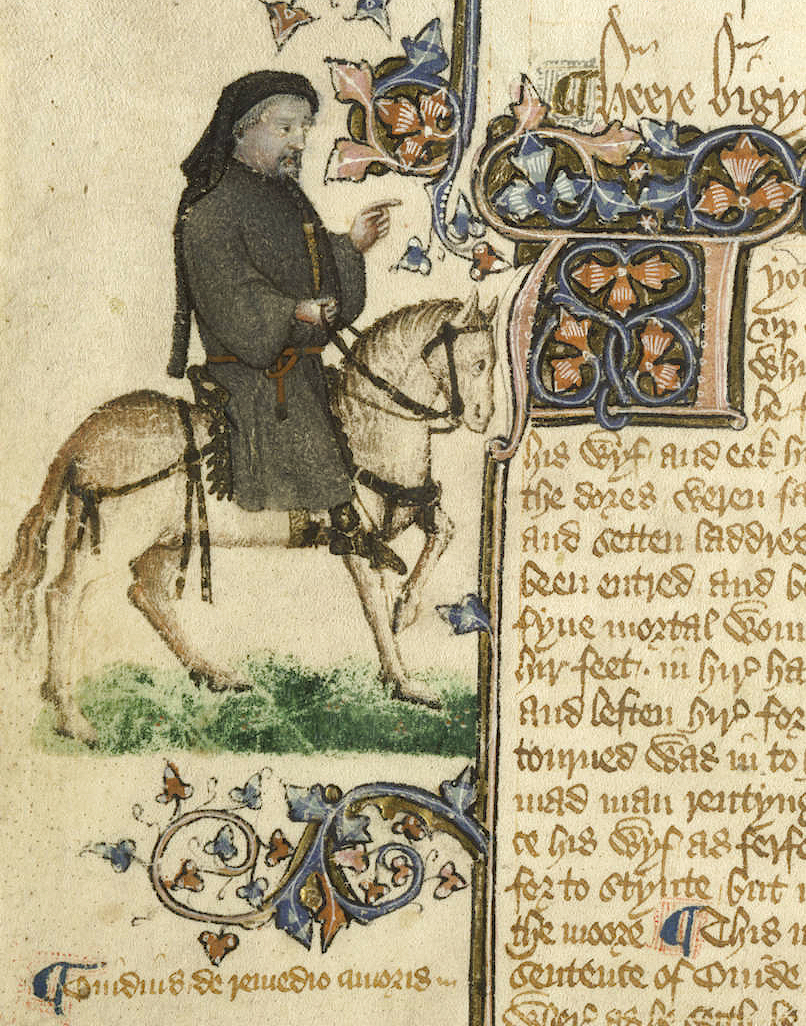
Geoffrey Chaucer